# Hayden-Expedition

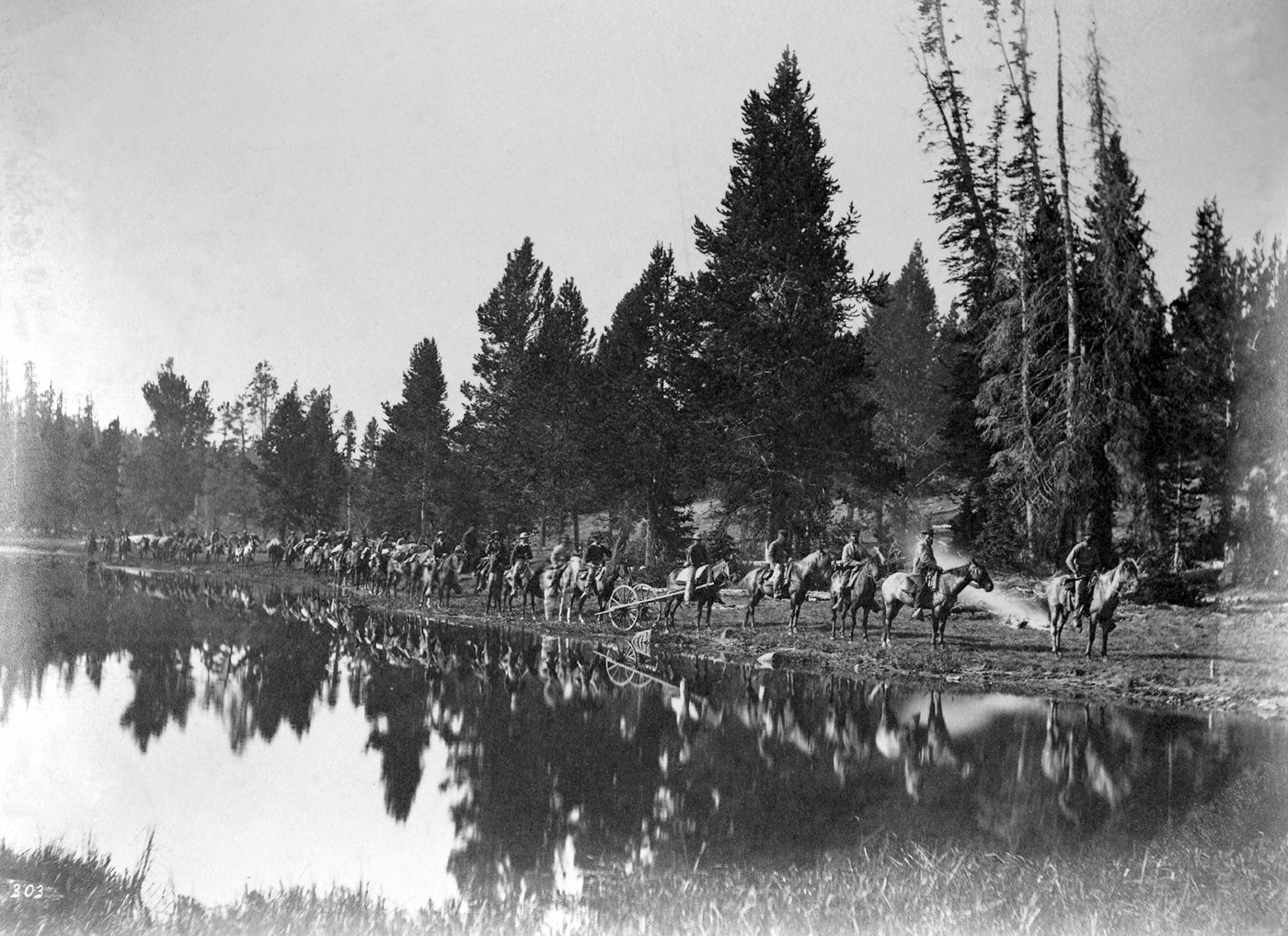
Hayden-Expedition zwischen Yellowstone und East Fork River. Foto von William Henry Jackson

Die unter Hayden-Expedition bekannte Forschungsreise war Teil der Erforschung des Westens der USA unter der Leitung des Geologen Ferdinand Vandeveer Hayden. Sie führte 1871 in das Gebiet des heutigen Yellowstone-Nationalparkes und vertiefte das Wissen aus der Folsom-Expedition von 1869 und der Washburn-Langford-Doane-Expedition von 1870. An der Expedition beteiligten sich Fachleute verschiedener Disziplinen. Das Ziel war, Flora, Fauna und die geologische Gegebenheiten zu erforschen, diese auf Bildern und Fotos festzuhalten sowie möglichst gute Zugangsrouten zu identifizieren. Hayden stand für die Expedition ein Budget von 40.000 US-Dollar zur Verfügung. 1872 und 1878 führte Hayden weitere, weniger bekannte, Forschungsreisen in das Yellowstone-Gebiet durch. Bereits 1859 hatte er eine Expedition in das Yellowstone-Gebiet geleitet, hatte sie aber nach kurzer Zeit wegen starken Schneefalles erfolglos abbrechen müssen.

## Verlauf der Expedition
Die Hayden-Expedition startete am 11. Juni 1871 in Ogden (Utah) mit 34 Männern und 7 Wagen nach Norden. Unter den Teilnehmern befanden sich der Maler Thomas Moran und der Fotograf William Henry Jackson, die zum ersten Mal die Landschaft des Yellowstone-Gebietes festhielten. Bislang hatten die Erzählungen von den Geysiren und anderen vulkanogenen Objekten als unglaubwürdige Erzählungen gegolten. Dies änderte sich mit den Fotos und Bildern der beiden Männer.
Fast gleichzeitig schickte General Philip H. Sheridan, der von Leutnant Gustavus C. Doanes Bericht seiner Reise im Vorjahr sehr beeindruckt war, Hauptmann (Captain) John W. Barlow und Hauptmann David P. Heap mit einer Mannschaft in das Yellowstone-Gebiet. Auch sie hatten einen Fotografen engagiert, Thomas J. Hine. Sie starteten am 2. Juli von Chicago aus. Zwei Wochen später trafen sie auf die Hayden-Expedition und setzten ihren Weg zu einem großen Teil gemeinsam fort. Hin und wieder teilten sich die Gruppen und erforschten unterschiedliche Gebiete.

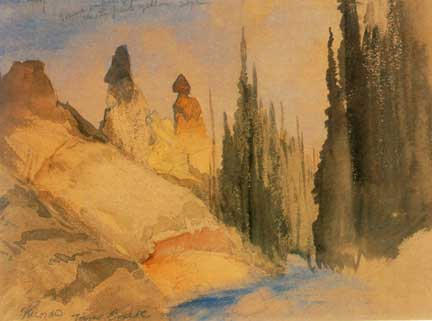
Tower Creek, Bild von Thomas Moran

Die Hayden-Expedition betrat das Gebiet des heutigen Parkes im Norden und zog südwärts, teilweise dem Yellowstone River folgend, bis zum Yellowstone Lake. Dort bauten die Teilnehmer ein Boot, die „Anna“, mit der sie bis zur Insel fuhren. Anna war das erste Boot der Angloamerikaner auf dem Yellowstone Lake. Vom Nordufer des Sees bog die Expedition in der Folge nach Westen ab und drang in das untere und obere Geysir-Becken vor, in die Gegend des heutigen Madison und Old Faithful. Besonders beeindruckt waren sie vom Grand Geysir, dem sie den Namen gaben. Von dort ging es südwärts zum Shoshone Lake und wieder nach Osten zum Yellowstone Lake, den sie im Süden umgingen. Entlang dem Lamar River kehrten sie nach Norden zurück, überquerten den Yellowstone River auf Jack Baronetts Brücke und verließen am 26. August das heutige Park-Gebiet auf derselben Route wie sie es betreten hatten. Am 30. August erreichten sie Fort Ellis, wo die Expedition endete. Einen Tag später traf auch Barlow mit seiner Truppe in Fort Ellis ein.

## Nach der Expedition
Barlows Truppe reiste nach Chicago zurück. Wenig später, am 8. Oktober 1871, brach dort das große Feuer aus, das unter anderem beinahe alle Negative von Hine vernichtete. Umso bedeutender waren nun die Fotos von Jackson und die Bilder von Moran. Sie beeindruckten die US-Parlamentarier so stark, dass sie am 1. März 1872 mit dem Yellowstone-Nationalpark den ersten Nationalpark der Welt gründeten.
Der Erfolg der Expedition wurde überschattet durch den Selbstmord des leitenden Topographen Anton Schoenborn in Omaha auf dessen Rückreise nach Washington, D.C.
Im kommenden Jahr bewilligte der Kongress 75.000 US-Dollar für eine größer angelegte Expedition in das Yellowstone-Gebiet, ebenfalls unter der Leitung von Hayden.

## Teilnehmer
- Robert Adams, Jr. (Botanik-Assistent)
- G.N. Allen (Botaniker)
- J.W. Beaman (Meteorologe)
- Edward Campell Carrington (Zoologe)
- Chester M. Dawes (Assistent)
- George  B. Dixon (Fotografie-Assistent)
- J.W. Duncan (Assistent)
- Henry Wood Elliot (Künstler)
- Ferdinand Vandeveer Hayden (Geologe; 1829–1887)
- F. J. Huse (Assistent)
- William Henry Jackson (Fotograf; 1843–1942)
- William B. Logan (Sekretär)
- Thomas Moran (Maler; 1837–1926)
- C. De V. Negley (Assistent)
- Albert Charles Pealse (Mineraloge)
- Anton Schoenborn (Leitender Topograf)
- A.J. Smith (Topografie-Assistent)
- James Stevenson (Generaldirektor)
- Cyrus Thomas (Agrarwirtschaftlicher Statistiker)
- Charles S. Turnbull (Mediziner)
- 20 Jäger, Führer, Arbeiter, Köche und Packer